# Carmela Gutiérrez de Gambra
María del Carmen Gutiérrez Sánchez, más conocida como Carmela Gutiérrez de Gambra (1921 - Madrid, 31 de julio de 1984), fue una profesora y escritora española, autora de más de 40 novelas, principalmente novelas rosas bajo los seudónimos de Miguel Arazuri, André Ronsac, Clara San Miguel, Alice Norton y Enid Colman entre 1948 y 1971. Estuvo casada con el filósofo tradicionalista, catedrático de Instituto y escritor Rafael Gambra Ciudad.

## Biografía
María del Carmen Gutiérrez Sánchez nació en 1921. Era coloquialmente conocida como Carmela, nombre con el que firmó incluso algunas de sus traducciones. Contrajo matrimonio con el también profesor y escritor Rafael Gambra Ciudad. El matrimonio tuvo tres hijos, Andrés, José Miguel e Irene, todos ellos profesores.
Fue profesora de Geografía e Historia en el Instituto Ramiro de Maeztu de Madrid, profesión que combinó con su carrera como traductora de francés e inglés, además de escritora principalmente de novela rosa, bajo los seudónimos de Miguel Arazuri, André Ronsac, Clara San Miguel, Alice Norton y Enid Colman.

### Como Miguel Arazuri
| - Tesoro escondido (1948) - Los apuros de Tica (1949) - El segundo piso (1957) - La puerta de Adán (1957) - Irene (1958) - La rata blanca (1959) - Para que nunca lo sepas (1959) - Yo soy el malo (1959) - Águeda (1960) - No vale descansar (1960) - Dale fuego al chaparral (1961) - El hipócrita (1961) - Se necesita un culpable (1961) - Ella, él y cinco millones (1962) - La mentira (1963) - Me acuerdo de Ana (1963) - Todo menos el amor (1963) - La hechizada (1964) - La bruja (1965) - El jardín de las mentiras (1968) - Rapsodia en miedo (1968) - La paloma negra (1970) - La mujer de Roque Bravo (1970) - El cuarto mandamiento (1971) | 1. Marcos I (1962) 2. Marcos II (1962) 1. Dulce Isabel (1964) 2. El bandolero (1964) 3. Estrellas negras (1965) 1. Nieves (1965) 2. Claudia (1965) 3. Alba (1965) 1. El hijo de Juan Osorio. Tomo I (1967) 2. El hijo de Juan Osorio. Tomo II (1967) |

### Como André Ronsac

#### Novelas independientes
- 3 llamadas telefónicas (1953)
- Con alma prestada (1954)
- Aunque duela… (1956)
- Amor a primera vista (1961)

### Como Clara San Miguel

#### Novelas independientes
- ¡Quiero ser guapa…! (1964)
- La segunda novia (1964)

### Como Alice Norton

#### Novelas independientes
- Mi corazón como cebo (1964)

### Como Enid Coleman

#### Novelas independientes
- Piel de pantera (1966)